# Unión Española (Ecuador)
La Unión Española de Guayaquil es un club de fútbol femenino ecuatoriano. Ha disputado 3 Copa Libertadores Femenina en el 2016, 2017 y 2018.

## Títulos
- Campeonato Ecuatoriano (3 veces): 2015,[1] 2016[2] y 2017-18[3]